# Synageles subcingulatus
Synageles subcingulatus är en spindelart som först beskrevs av Simon 1878.  Synageles subcingulatus ingår i släktet Synageles och familjen hoppspindlar. Inga underarter finns listade i Catalogue of Life.